# Оконін (Підкарпатське воєводство)
Оконін (пол. Okonin) — село в Польщі, у гміні Ропчиці Ропчицько-Сендзішовського повіту Підкарпатського воєводства.
Населення — 431 особа (2011).
У 1975-1998 роках село належало до Ряшівського воєводства.

## Демографія
Демографічна структура станом на 31 березня 2011 року:
|          | Загалом | Допрацездатний вік | Працездатний вік | Постпрацездатний вік |
| -------- | ------- | ------------------ | ---------------- | -------------------- |
| Чоловіки | 219     | 67                 | 135              | 17                   |
| Жінки    | 212     | 56                 | 118              | 38                   |
| Разом    | 431     | 123                | 253              | 55                   |